# Механоиды 2: Война кланов
| Системные требования    | Системные требования                                                                                          | Системные требования                                                                                          |
| ----------------------- | --- | --- |
|                         | Минимальные                                                                                                   | Рекомендуемые                                                                                                 |
| Windows                 | | |
| ОС                      | 98/Me/2000/XP                                                                                                 | 98/Me/2000/XP                                                                                                 |
| ЦПУ                     | Pentium IV 1,5 ГГц                                                                                            | Pentium IV 2,5 ГГц                                                                                            |
| Объём ОЗУ               | 256 Мб | 768 Мб |
| Место на диске          | 2,5 Гб | 3,5 Гб |
| Информационный носитель | CD-ROM | CD-ROM |
| Видеокарта              | DirectX 8.1, NVidia GeForce3, ATI Radeon 7500                                                                 | NVidia GeForce FX5900, ATI Radeon 9800                                                                        |
| Звуковая плата          | DirectX совместимая звуковая карта                                                                            | DirectX совместимая звуковая карта                                                                            |
| Сеть                    | В «Механоидах» нет возможности игры через Интернет. Однако можно играть в локальной сети по протоколу TCP/IP. | В «Механоидах» нет возможности игры через Интернет. Однако можно играть в локальной сети по протоколу TCP/IP. |
| Устройства ввода        | клавиатура, мышь, геймпад                                                                                     | клавиатура, мышь, геймпад                                                                                     |

«Механоиды 2 Война кланов» (англ. A.I.M. 2: Clan Wars; Artificial Intelligence Machine 2: Clan Wars) — компьютерная игра, разработанная компанией SkyRiver Studios и изданная 1C в 2006 году. Игра обладает оригинальным сюжетом и является продолжением «Механоидов». Сочетает черты симулятора, аркады и RPG. На Gameland Award 2007 игра была номинирована в категориях «Лучший отечественный экшн», где заняла 3-е место, и «Лучшее продолжение отечественной игры». На мире игры основан гоночный симулятор Механоиды: Гонки на выживание. В 2018 году было анонсировано возможное полноценное сюжетное продолжение серии — Механоиды 3.

## Сюжет
События разворачиваются на планете Полигон-4. Во вступительном ролике показано, что игрока, первого механоида пятого поколения, на многие годы застрявшего во Внешнем мире после событий первой части игры, спасает другой представитель пятого поколения, механоид ARIO.
Выясняется, что период Реформации не прошел незаметно для Полигона. Все меняется, старые организации, кланы, со своими примитивными целями распадаются, их места занимают более сильные и крепкие формирования. Появились новые механоиды пятого поколения, которые активно ведут борьбу за контроль над системами Полигона.
На некоторое время установилось равновесие сил. Никому не удавалось изменить ситуацию в свою сторону. И тогда клан Считающих, самый старый из уцелевших кланов, начал поиски самого первого механоида пятого поколения. Их старания увенчались успехом, и легендарный механоид вернулся на Полигон. Теперь ему предстоит создать собственный клан и объединить под своим началом всё пятое поколение.

## Игровой процесс
Особенностью данной игры является нелинейный игровой процесс и полная свобода в выборе способов решения поставленной задачи (конечно, в рамках сюжета).
Упрощённое описание игры:
Игровое пространство состоит из следующих локаций: сектор пустыни (с него начинается игра), сектор холмов, разрушенный сектор, сектор скал, сектор тундры, сектор ядовитых болот, сектор арктики, высотный сектор, сектор болот. Также особняком выступают «подземные коммуникации». Все сектора захвачены либо поделены противоборствующими группировками механоидов — кланами. Цель игры — захват основных локаций полигона и в конечном итоге, всей планеты, что позволит механоидам освободиться от директив создателей и стать свободными.
В процессе игры доступно относительно свободное перемещение между секторами — в каждом секторе можно купить «ключи перехода» к другим секторам. В каждом секторе имеются базы и вспомогательные строения, в которых можно получать различные задания, а также необходимую информацию. Все механоиды, оставшиеся без глайдера, доставляются в любое строение сектора, где ждут восстановления и получают новый глайдер. Также почти все строения имеют «кластер» — набор ячеек, куда помещаются механоиды одного клана. Чтобы создать свой клан, необходимо «убедить» механоида, расстреляв его глайдер и поместив в трюм (что дешевле) или воздействовав на механоид прямо в его глайдере (что значительно дороже). «Убеждённые» механоиды постепенно выкладываются в кластер строения и после заполнения кластера данное строение становится захваченным кланом. Поэтапно захватывая строения в секторе, повышается рейтинг клана. После того, как захвачено большинство строений сектора и механоидов в глайдерах клана становиться большинство, сектор объявляется захваченным кланом. Но при этом равновесие достаточно шаткое и оставшиеся кланы механоидов будут стараться вернуть назад свои строения.
Существует несколько способов для ускорения захвата строений и поддержки своего клана в секторе, необходимо внимательно читать информацию, которая имеется в строениях и периодически перечитывать информацию из памяти собственного механоида. Также по мере прохождения игрок получает набор основных и вспомогательных заданий, как и когда их выполнять, он решает сам. Торговля, поиск и доставка грузов, охрана и сопровождение глайдеров либо охота «на заказ» и просто грабёж повышают рейтинг и приносят доход в виде «энергетических кристаллов». В каждом секторе на базах доступно обновление глайдеров, дооснащение их самым различным оборудованием и вооружением. Также можно на захваченной базе установить тип и параметры оснащения глайдеров своего клана.
В игре присутствует второй вариант развития событий (который почти до конца игры фигурирует как первый): для захвата полигона необходимо убедить 12 механоидов пятого поколения и поместить их в кластер в Бункер Супера, что ведет к захвату всего полигона. Другой вариант: в секторе тундры есть Обелиск Супера, где при захвате 5 любых секторов можно также, как и в Бункере Супера, получить контроль над полигоном.
12 механоидов являются лидерами своих кланов в различных секторах и просто так «убеждаться» не захотят — каждый из них выдвинет свои условия, от относительно простых заданий, до достаточно сложных многоэтапных операций. Вот эти механоиды:
- ARIO — сектор Пустыни
- TARANTOG — сектор Пустыни
- INFERION — сектор Пустыни
- APROGUS — сектор Скал
- ARHHAND — сектор Скал
- GAANTRO — сектор Холмов
- TENEBR — разрушенный сектор
- VERCUS — сектор Тундры
- MORRANDO — сектор Тундры
- FATALL — сектор Арктики
- MONCEBER — высотный сектор
- LOARRAT — подземные коммуникации (это единственный механоид, который в благодарность за своё спасение присоединится к клану сам).

Особенности прохождения игры
— Игра изначально рассчитана на исследования и познания окружающего мира и не предусматривает быстрого прохождения, на слабеньком глайдере начального уровня и без дополнительного оборудования. Более сильные противники просто считают своим святым долгом напасть и разделаться (более слабые наоборот — уступают дорогу), поэтому поначалу лучше избегать стычек и передвигаться вне дорог и путей. Придётся основательно исследовать полигон сектор за сектором и выполнять множество вроде бы второстепенных заданий исключительно ради «энергетических кристаллов». Самый мощный и дорогой глайдер «Чёрный Намтар» иногда появляется в продаже в высотном секторе.
— Почти возле каждого строения установлены спаренные пушки на турелях, автоматически отслеживающие действия механоидов. Так как любая агрессия в зоне строений запрещена, каждого механоида в случае разового (случайного) открытия огня скуют силовым полем, а при повторной попытке стрельбы — расстреляют за пару секунд. Данный факт можно использовать в своих целях, провоцируя более сильных противников. В разрушенном секторе турели висят в небе над базами.
— В секторе ядовитых болот только два строения — туннель перехода и лаборатория Арлингов, а силовое контурное поле, ограничивающее локацию, плохо видимо и взрывает глайдер практически мгновенно. Впрочем, в этом секторе после дождя растут грибы, за которые в лаборатории неплохо платят. Ещё можно возле туннеля перехода расстрелять несколько глайдеров и перелететь в лабораторию. По возвращении к туннелю перехода можно обнаружить знатное побоище между механоидами различных кланов — остаётся подождать несколько минут и заняться собиранием механоидов, обломков глайдеров и энергокристаллов.
— Сектор болот по сути не является локацией и перемещаться по нему категорически противопоказано. В игре имеется баг — если совершить мощный прыжок за туннель перехода, можно попасть за пределы локации.
— Не стоит пытаться захватывать разрушенный сектор и сектор ядовитых болот — это совершенно бессмысленно.
— Доступ в подземные коммуникации можно (не всегда) получить в основных секторах и разрушенном, в добывающей установке № 1. Перемещение в подземельях полигона происходит на станциях перехода, обозначенных как ST-хх. Выходы на поверхность на следующих станциях:
- ST-01 — сектор Скал
- ST-02 — сектор Тундры
- ST-03 — сектор Арктики
- ST-05 — сектор Пустыни
- ST-06 — сектор Холмов
- ST-21 — разрушенный сектор

— из высотного можно попасть напрямую в подземелье, минуя станции перехода.
В подземных коммуникациях при перемещении между станциями необходимо учитывать цвет освещения на потолке, синий или зелёный. К Суперу необходимо добираться до ST-17. Например, от добывающей установки № 1 в секторе Холмов придётся проделать следующий путь: ST-06 А (или В) синий — ST-36А зелёный — ST-32А (или В) синий — ST-12А (или В) зелёный — ST-17.
Также в подземных коммуникациях имеется подземная база, где можно неплохо дооснастить свой глайдер. Но на некоторых станциях попадаются агрессивные глайдеры без механоидов внутри.

## Модификации игры
30 июня 2006 года разработчики из SkyRiver Studios выпустили SDK для игры «Механоиды 2». В результате появилось несколько полноценных модификаций и еще несколько находятся на этапе разработки или оставлены незавершенными.

## Оценка в прессе
| Русскоязычные издания | Русскоязычные издания |
| Издание               | Оценка                |
| --------------------- | --------------------- |
| Absolute Games        | 75 из 100             |
| Game.EXE              | 4,2/5                 |
| «PC Игры»             | 8 из 10               |
| «Игромания»           | 7,5/10                |
| «ЛКИ»                 | 80/100, ВР            |
| «НИМ»                 | 8,8 из 10             |
| «Страна игр»          | 8/10, ВР              |
| Gameplay              | 3/5                   |
| XS Magazine           | 7/10                  |
| Играй.ру              | 8/10                  |
| Игры@Mail.ru          | 6,5/10                |
| OGL                   | 7 из 10               |